# Lijst van bezienswaardigheden in New York (stad)
Lijst met bezienswaardigheden in New York:
- American Museum of Natural History
- AT&T Building
- Broadway
  - Times Square
- Bronx Park
  - Bronx Zoo
  - New York Botanical Garden
- Brookfield Place
- Brooklyn Borough Hall
- Brooklyn Botanic Garden
- Brooklyn Bridge
- Brooklyn Public Library
- Carnegie Hall
- Cathedral of Saint John the Divine
- Central Park
  - Central Park Zoo
  - Metropolitan Museum of Art
  - Strawberry Fields
- Chelsea Piers
- Chrysler Building
- Columbia-universiteit
- Ellis Island
- Empire State Building
- Federal Hall
- Flatiron Building
- Grand Army Plaza (Manhattan)
- Grand Army Plaza (Brooklyn)
- Grand Central Terminal
- General Grant National Memorial
- Green-Wood Cemetery
- Harlem
- High Line

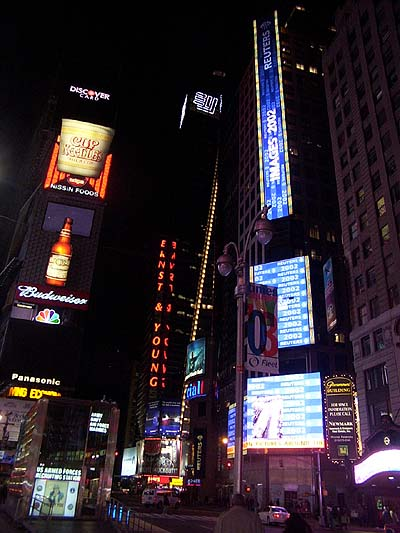
Times Square op Broadway, Manhattan

- Hoofdkwartier van de Verenigde Naties
- Lever House
- Liberty Park
  - The Sphere
- Lincoln Center
- Lipstick Building
- Madison Square Garden
- Metropolitan Opera
- MetLife Building
- Manhattan Municipal Building
- New York City Hall
- New York Life Building
- New York Public Library
- Pennsylvania Station
- Prospect Park
  - Prospect Park Zoo
- Racquet and Tennis Club
- Rockefeller Center
- St. Patrick's Cathedral
- Seagram Building
- Shea Stadium
- Solomon R. Guggenheim Museum
- South Street Seaport
- St. Paul's Chapel
- Trinity Church
- Verizon Building
- Vrijheidsbeeld
- Waldorf-Astoria Hotel
- Wall Street
  - New York Stock Exchange
- Washington Square Park
  - New York University campus
- Winter Garden Atrium
- Woolworth Building
- World Trade Center
- Yankee Stadium

## Wolkenkrabbers
- One World Trade Center - 541.0 m
- 432 Park Avenue - 426.0 m
- Empire State Building - 381.0 m
- Chrysler Building - 318.8 m

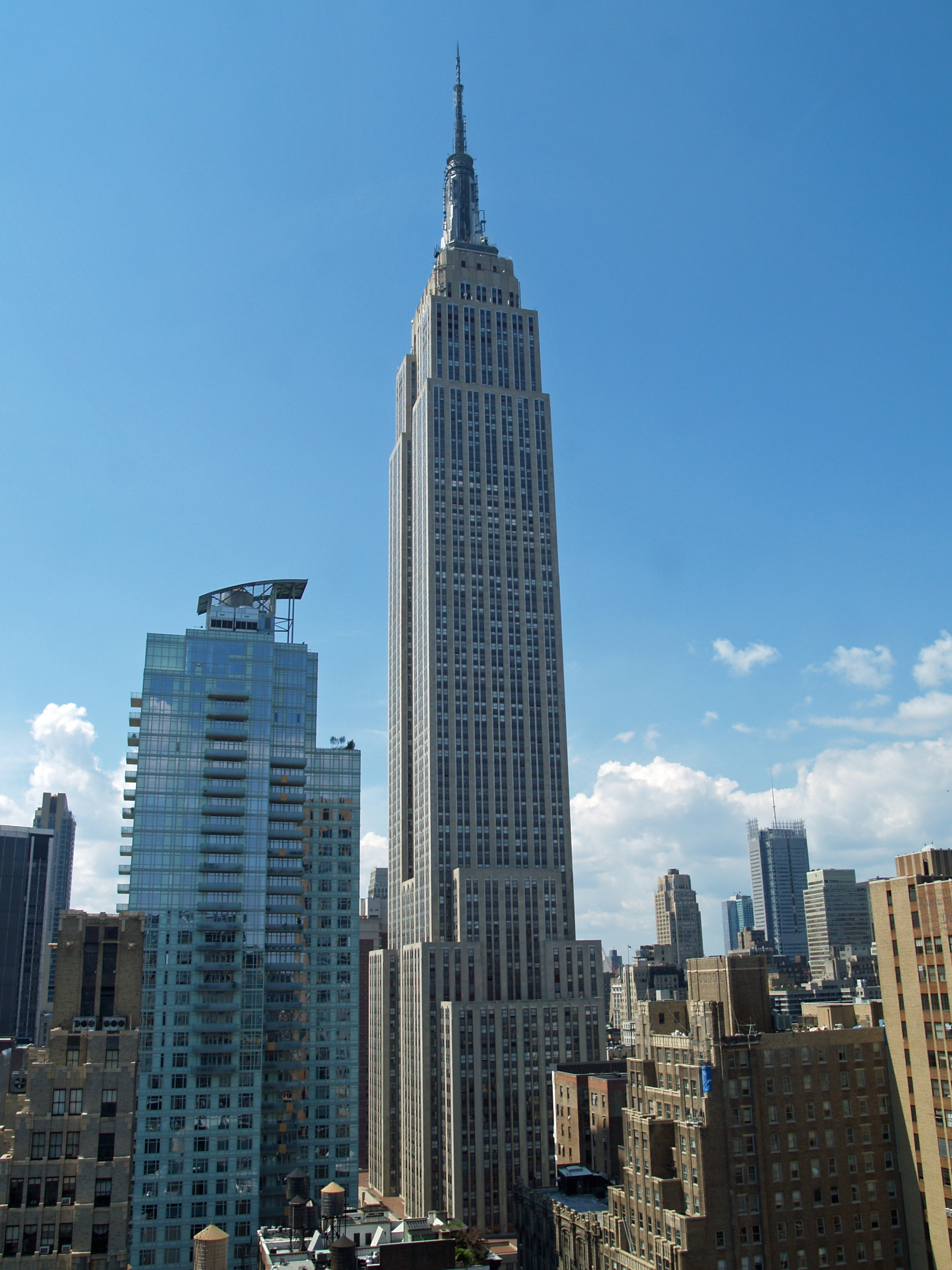
Empire State Building

- American International Building - 290.2 m
- 40 Wall Street - 282.5 m
- Citicorp Center - 278.9 m
- Trump World Tower - 262.4 m
- Bloomberg Tower - 260.8 m
- Comcast Building - 259.1 m
- CitySpire Center - 248.1 m
- One Chase Manhattan Plaza - 247.8 m
- Condé Nast Building - 246.6 m
- MetLife Building - 246.4 m
- Woolworth Building	- 241 m
- One Worldwide Plaza - 237 m
- Carnegie Hall Tower - 231 m
- Bear Stearns World Headquarters - 231 m